# Diego Benaglio
Diego Orlando Benaglio (ur. 8 września 1983 w Zurychu) – piłkarz szwajcarski grający na pozycji bramkarza. Posiada także obywatelstwo włoskie.

## Kariera klubowa
Benaglio rozpoczął piłkarską karierę w małym klubie FC Spreitenbach. W 1998 roku dołączył do drużyny FC Baden, a już po roku stał się zawodnikiem Grasshoppers Zurych. Przez trzy lata występował jedynie w rezerwach i nie mógł wygrać rywalizacji z Fabrice’em Borerem, Peterem Jehlem czy Stefanem Huberem. W 2002 roku odszedł więc do VfB Stuttgart. Przez trzy lata był zawodnikiem tej drużyny, ale nie zdołał zadebiutować w Bundeslidze i grywał tylko w trzecioligowych rezerwach VfB. W 2005 roku wyjechał do portugalskiego CD Nacional. W klubie z Madery wywalczył miejsce w podstawowym składzie, a w 2006 roku dodatkowo odszedł mu konkurent, Hilário, który zasilił Chelsea FC. W 2006 roku zajął z Nacionalem 5. miejsce, a rok później – 8. W 2008 roku Benaglio został zawodnikiem niemieckiego klubu VfL Wolfsburg. Od tamtej pory bramkarz stał się podstawowym bramkarzem swojej drużyny
| Sezon   | Klub                   | Kraj       | Rozgrywki          | Mecze | Bramki |
| ------- | ---------------------- | ---------- | ------------------ | ----- | ------ |
| 1999/00 | Grasshoppers Zurych    | Szwajcaria | Swiss Super League | 0     | 0      |
| 2000/01 | Grasshoppers Zurych    | Szwajcaria | Swiss Super League | 0     | 0      |
| 2001/02 | Grasshoppers Zurych    | Szwajcaria | Swiss Super League | 0     | 0      |
| 2002/03 | VfB Stuttgart amatorzy | Niemcy     | Regionalliga       | 17    | 0      |
| 2003/04 | VfB Stuttgart amatorzy | Niemcy     | Regionalliga       | 12    | 0      |
| 2004/05 | VfB Stuttgart amatorzy | Niemcy     | Regionalliga       | 25    | 0      |
| 2005/06 | CD Nacional            | Portugalia | Superliga          | 23    | 0      |
| 2006/07 | CD Nacional            | Portugalia | Superliga          | 30    | 0      |
| 2007/08 | CD Nacional            | Portugalia | Superliga          | 16    | 0      |
| 2007/08 | VfL Wolfsburg          | Niemcy     | Bundesliga         | 17    | 0      |
| 2008/09 | VfL Wolfsburg          | Niemcy     | Bundesliga         | 31    | 0      |
| 2009/10 | VfL Wolfsburg          | Niemcy     | Bundesliga         | 22    | 0      |
| 2010/11 | VfL Wolfsburg          | Niemcy     | Bundesliga         | 28    | 0      |
| 2011/12 | VfL Wolfsburg          | Niemcy     | Bundesliga         | 32    | 0      |
| 2012/13 | VfL Wolfsburg          | Niemcy     | Bundesliga         | 34    | 0      |
| 2013/14 | VfL Wolfsburg          | Niemcy     | Bundesliga         | 29    | 0      |
| 2014/15 | VfL Wolfsburg          | Niemcy     | Bundesliga         | 31    | 0      |
| 2015/16 | VfL Wolfsburg          | Niemcy     | Bundesliga         | 21    | 0      |
| 2016/17 | VfL Wolfsburg          | Niemcy     | Bundesliga         | 14    | 0      |
| 2017/18 | AS Monaco              | Francja    | Ligue 1            | 3     | 0      |
| 2018/19 | AS Monaco              | Francja    | Ligue 1            | 23    | 0      |

## Kariera reprezentacyjna
W reprezentacji Szwajcarii Benaglio zadebiutował 3 czerwca 2006 roku w wygranym 3:1 towarzyskim meczu z Chinami. W tym samym roku został powołany przez selekcjonera Jakoba Kuhna do kadry na Mistrzostwa Świata w Niemczech, na których był tylko rezerwowym dla Pascala Zuberbühlera oraz Fabia Coltortiego i nie zagrał tam ani razu.
Wystąpił na Mistrzostwach Świata 2014 w Brazylii, gdzie był pierwszym bramkarzem.

## Sukcesy
Wolfsburg
- Bundesliga (1) 2008/2009
- Superpuchar Niemiec (1): 2015